# Eriopyga hyposcota
Eriopyga hyposcota là một loài bướm đêm trong họ Noctuidae.